# Aidan Turner
Ne doit pas être confondu avec Aiden Turner.
Pour les articles homonymes, voir Turner.
Aidan Turner est un acteur irlandais, né le 19 juin 1983 à Dublin, en Irlande.
Il est connu grâce à son rôle de vampire dans la série télévisée britannique Being Human : La Confrérie de l'étrange de 2009 à 2011, et celui du nain Kíli dans la trilogie Le Hobbit de Peter Jackson de 2012 à 2014. De 2015 à 2019, il joue le rôle du capitaine Ross Poldark dans la série Poldark.

## Biographie

### Enfance et formation
Aidan Turner est né le 19 juin 1983 à Dublin, en Irlande. Son père, Pat, est électricien. Sa mère, Eileen, travaille dans une boutique de tapis. Avec son frère, ils sont élevés à Clondalkin, à quelques kilomètres à l'ouest de Dublin.
Il étudie à la St Mac Dara's Community College (en) de Templeogue (en), dans la banlieue de Dublin. Après avoir quitté l'école, il cherche sa voie et travaille un temps comme apprenti auprès de son père. Dans sa jeunesse, il participe à des concours internationaux de danses de salon et représente l'Irlande pendant 10 ans. Mais il doit arrêter la compétition faute d'argent.
À l'âge de 19 ans, il intègre une école d'art dramatique à Dublin, la Gaiety School of Acting (en), après en avoir vu une publicité. Il en ressort diplômé en 2004,.

### Carrière

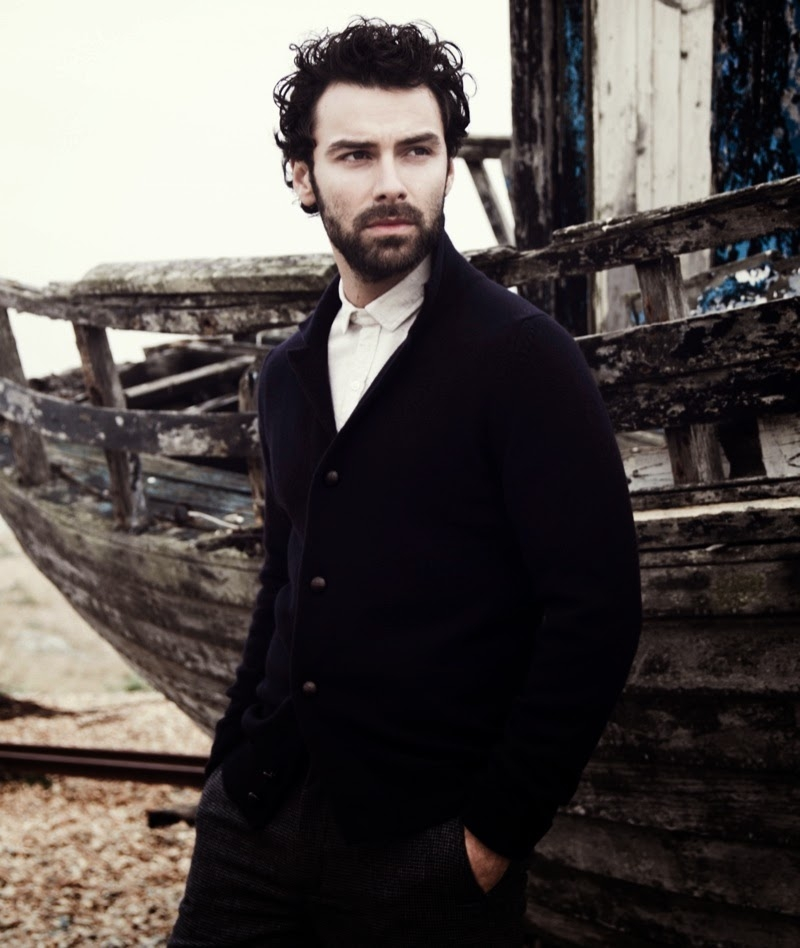
Aidan Turner.

Aidan Turner commence sa carrière au théâtre. À 21 ans, il obtient son premier rôle, celui d'un officier britannique, dans la pièce La Charrue et les Étoiles (en) (The Plough and the Stars) de l'irlandais Seán O'Casey, dans une production de l'Abbey Theatre de Dublin,. Il apparait dans des pièces telles que Soudain l'été dernier de Tennessee Williams et Titus Andronicus de William Shakespeare en 2005, Cyrano de Bergerac d'Edmond Rostand en 2007 ou Roméo et Juliette de William Shakespeare en 2008.
En 2007, il fait ses débuts à la télévision en obtenant un petit rôle non crédité dans le premier épisode de la série Les Tudors. Il enchaîne la même année avec deux courts-métrages au cinéma : The Sound of People de Simon Fitzmaurice et Matterhorn de Ken Walshe. En 2008, il tourne dans son premier long métrage, le thriller irlandais Alarm de Gerard Stembridge. Il obtient un rôle récurrent dans la populaire série médicale The Clinic de 2008 à 2009, puis dans la mini-série Desperate Romantics (en), traitant du mouvement artistique préraphaélisme,.
De 2009 à 2011, il obtient l'un des trois premiers rôles de la série fantastique britannique Being Human : La Confrérie de l'étrange. Il joue pendant trois saisons le personnage du vampire John Mitchell. Il est alors repéré par le réalisateur Peter Jackson qui l'engage pour incarner de 2012 à 2014 le nain Kíli dans la trilogie Le Hobbit, adaptée du roman éponyme de J. R. R. Tolkien, et préquelle de la trilogie Le Seigneur des anneaux. En parallèle, en 2013, il joue dans le film fantastique The Mortal Instruments : La Cité des ténèbres de Harald Zwart, adapté de la saga de romans La Cité des ténèbres de Cassandra Clare.
En 2015, il décroche le rôle du capitaine Ross Poldark dans la série Poldark, adaptée de la série de romans éponyme de Winston Graham. La même année, il joue dans la mini-série And Then There Were None, adaptée du roman Dix Petits Nègres d'Agatha Christie.

## Théâtre
Aidan Turner a joué dans plusieurs pièces de théâtre, notamment en Irlande.
- 2005 : La Charrue et les Étoiles (en) (The Plough and the Stars) de Seán O'Casey, mise en scène Ben Barnes : Corporal Stoddard (Abbey Theatre, Dublin)
- 2005 : Soudain l'été dernier de Tennessee Williams, mise en scène David McColgan : Dr Coukrowicz
- 2005 : A Cry from Heaven (en) de Vincent Woods (en), mise en scène Olivier Py : Ardal (Abbey Theatre)
- 2005 : The Yokohama Delegation de Tom Swift, mise en scène Jo Mangan : Hercules (Kilkenny Arts Festival, Kilkenny)[9]
- 2005 : Titus Andronicus de William Shakespeare, mise en scène Selina Cartmell : Demetrius
- 2006 : The Crock of Gold (en) de James Stephens, mise en scène Fiona Buffini : Pan
- 2006 : Drive-by de Tom Swift, mise en scène Jo Mangan : George (Cork Midsummer Festival, Cork)[10]
- 2007 : La Marea de et mise en scène Mariano Pensotti : Adam
- 2007 : Cyrano de Bergerac d'Edmond Rostand, mise en scène Veronica Coburn : Christian de Neuvillette
- 2008 : Roméo et Juliette de William Shakespeare, mise en scène Jason Byrne : Pâris (Abbey Theatre)
- 2018 : The Lieutenant of Inishmore (en) de Martin McDonagh, mise en scène Michael Grandage : Mad Padraic[11]
- 2023 : Lemons Lemons Lemons Lemons Lemons de Sam Steiner, mise en scène Josie Rourke : Oliver

## Filmographie

### Cinéma
- 2007 : The Sound of People, court-métrage de Simon Fitzmaurice : Père
- 2007 : Matterhorn, court-métrage de Ken Walshe : Theodoro
- 2008 : Alarm de Gerard Stembridge : Mal
- 2012 : Le Hobbit : Un voyage inattendu de Peter Jackson : Kíli
- 2013 : The Mortal Instruments : La Cité des ténèbres de Harald Zwart : Lucian « Luke » Garroway / Graymark
- 2013 : Le Hobbit : La Désolation de Smaug de Peter Jackson : Kíli
- 2014 : Le Hobbit : La Bataille des Cinq Armées de Peter Jackson : Kíli
- 2016 : Le Testament caché (The Secret Scripture) de Jim Sheridan : Jack McNulty
- 2017 : La Passion Van Gogh (Loving Vincent) de Dorota Kobiela et Hugh Welchman : le batelier
- 2018 : The Man Who Killed Hitler and Then The Bigfoot de Robert D. Krzykowski
- 2019 : Love is blind de Monty Whitebloom et Andy Delaney : Russell
- 2025 : The Way of the Wind de Terrence Malick : Saint André

### Courts métrages
- 2023 : Paso Doble, réalisé par Heida Reed : Liam Riley

### Télévision
- 2007 : Les Tudors : Bedoli (1 épisode)
- 2008 - 2009 : The Clinic : Ruairí McGowanre (18 épisodes)
- 2009 : Desperate Romantics (en) (mini-série) : Dante Gabriel Rossetti
- 2009 - 2011 : Being Human : La Confrérie de l'étrange : John Mitchell, le vampire (22 épisodes)
- 2010 : Hattie (en), téléfilm de Dan Zeff : John Schofield
- 2015-2019 : Poldark, série : Capitaine Ross Poldark
- 2015 : Agatha Christie : Dix Petits Nègres (mini-série) : Philip Lombard
- 2021 : Leonardo, série de Daniel Percival (en) et Alexis Cahill : Léonard de Vinci
- 2022 : The Suspect, série de James Strong et Camilla Strøm Henriksen : Joe O'Loughlin
- 2023 : Fifteen-Love, série de Eva Riley et Toby MacDonald : Glenn Lapthorn
- 2024 : Rivals : Declan O’Hara

## Distinctions

### Récompenses
- Empire Awards 2014 : Meilleur espoir masculin pour Le Hobbit : La Désolation de Smaug
- Broadcasting Press Guild Awards 2016 : Breakthrough Award pour Poldark et Agatha Christie : Dix Petits Nègres
- Stage Debut Awards 2018 : Joe Allen Best West End Debut Award pour The Lieutenant of Inishmore

## Voix françaises
En France
| - Damien Boisseau dans : - Le Hobbit : Un voyage inattendu - Le Hobbit : La Désolation de Smaug - Le Hobbit : La Bataille des Cinq Armées - Marc Arnaud dans : - Leonardo (série télévisée) - Rivals (série télévisée) | Et aussi - Frédéric Popovic dans Being Human : La Confrérie de l'étrange (série télévisée) - Mathieu Moreau dans The Mortal Instruments : La Cité des ténèbres - Rémi Bichet dans Agatha Christie : Dix Petits Nègres (mini-série) - Thomas Roditi dans Poldark, (série télévisée) - Xavier Fagnon dans La Passion Van Gogh (voix) |